# Stiga Arena
Stiga Arena är en ishall i Tranås, Småland. Ishallen byggdes 1978 och fick då namnet Bredstorpshallen. Arenanamnet såldes till sponosorer 2015 och namnet byttes då till det nuvarande. En större renovering gjordes 2012 då anläggningen handikappanpassades och fick grusbädden ersatt av en betongbädd.